# Zygothrica flavofinira
Zygothrica flavofinira är en tvåvingeart som beskrevs av Hajimu Takada 1976. Zygothrica flavofinira ingår i släktet Zygothrica och familjen daggflugor. Inga underarter finns listade i Catalogue of Life.